# Stackendorf (Buttenheim)
Stackendorf ist ein Gemeindeteil des Marktes Buttenheim im bayerischen Regierungsbezirk Oberfranken. Im Jahre 1987 hatte Stackendorf 289 Einwohner. Das Dorf liegt zwischen den Gemeindeteilen Frankendorf und Gunzendorf im Westen der Fränkischen Schweiz.

## Geschichte
Am 1. Januar 1972 wurde Stackendorf in Gunzendorf eingemeindet. Mit diesem kam es am 1. Mai 1978 zum Markt Buttenheim.

## Vereine
- Freiwillige Feuerwehr Stackendorf[5]
- Gartenbauverein Stackendorf[5]